# Antònim
Un antònim és aquell mot que té un significat totalment oposat a un altre. Pel que fa al seu significat, és el contrari de sinònim. L'origen de la paraula es troba a la filologia del segle xix.
Els antònims es poden formar afegint un prefix negatiu a la paraula (com fer- desfer, per exemple) o canviant totalment el mot (com bonic-lleig, per exemple)
Segons el tipus de relació que s'estableix entre els antònims es parla de:
- antònims pròpiament dits: existeix una gradació entre els termes, es poden introduir paraules que matisin l'oposició (exemples: fred-calent pot haver-hi temperat).
- complementaris: l'afirmació d'un implica la negació d'un altre (exemples: mort - viu) i
- inversos: l'existència d'un implica la de l'altre (exemples: comprar - vendre).